# Zhoř (Pacov)
Zhoř (německy Shorsch) je malá vesnice, část města Pacov v okrese Pelhřimov. Nachází se asi 5,5 km na severozápad od Pacova. V roce 2009 zde bylo evidováno 32 adres. V roce 2001 zde trvale žilo 23 obyvatel. V údolí východně od osady protéká řeka Trnava, která je levostranným přítokem řeky Želivky.
Zhoř leží v katastrálním území Zhoř u Pacova o rozloze 3,43 km².

## Historie
První písemná zmínka o vesnici pochází z roku 1369.

## Obecní správa
V letech 1869–1910 k obci patřil Zhořec a v letech 1869–1950 také Bedřichov.

## Osobnosti
- Saša Machov

## Galerie

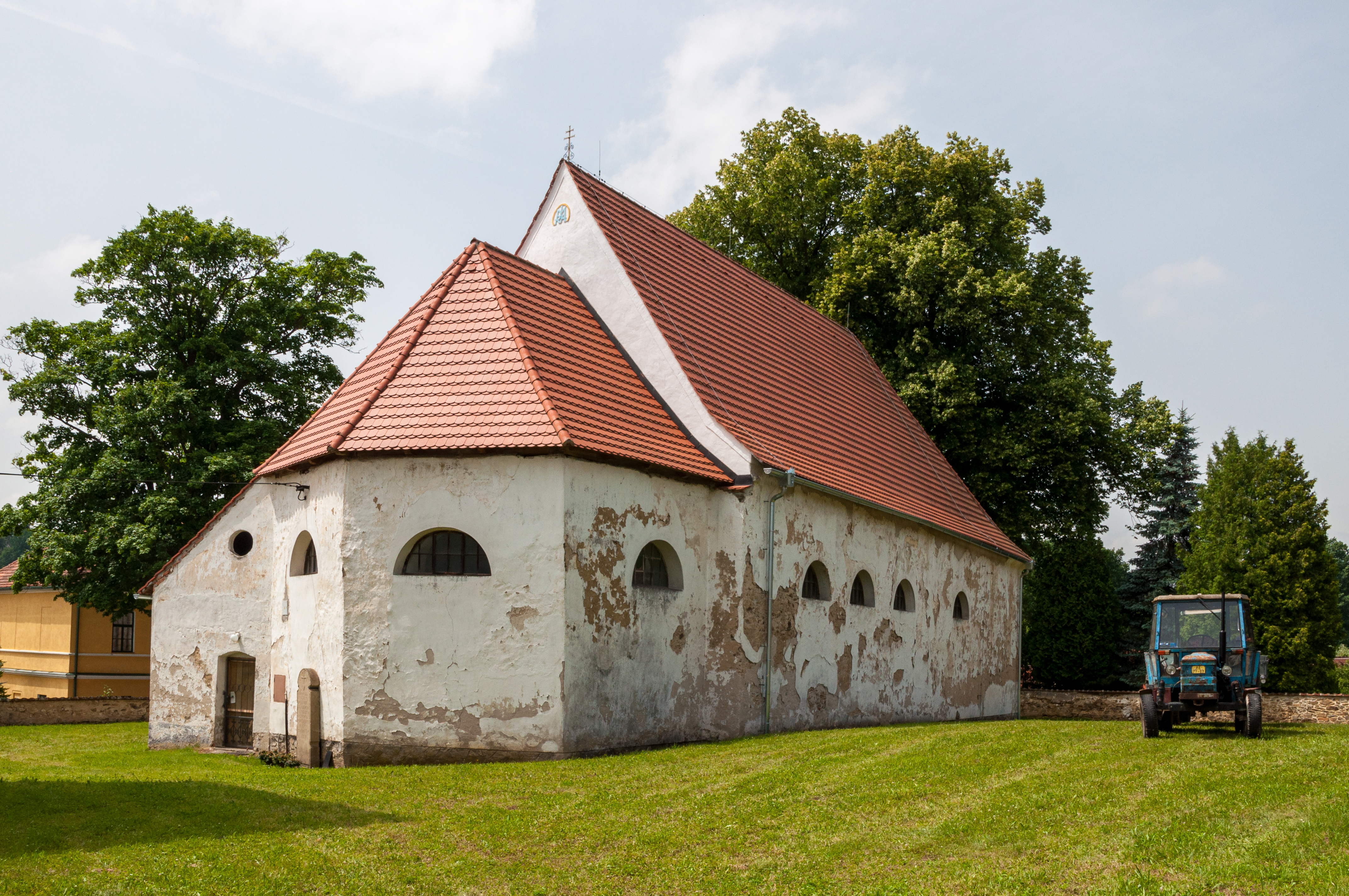
kostel
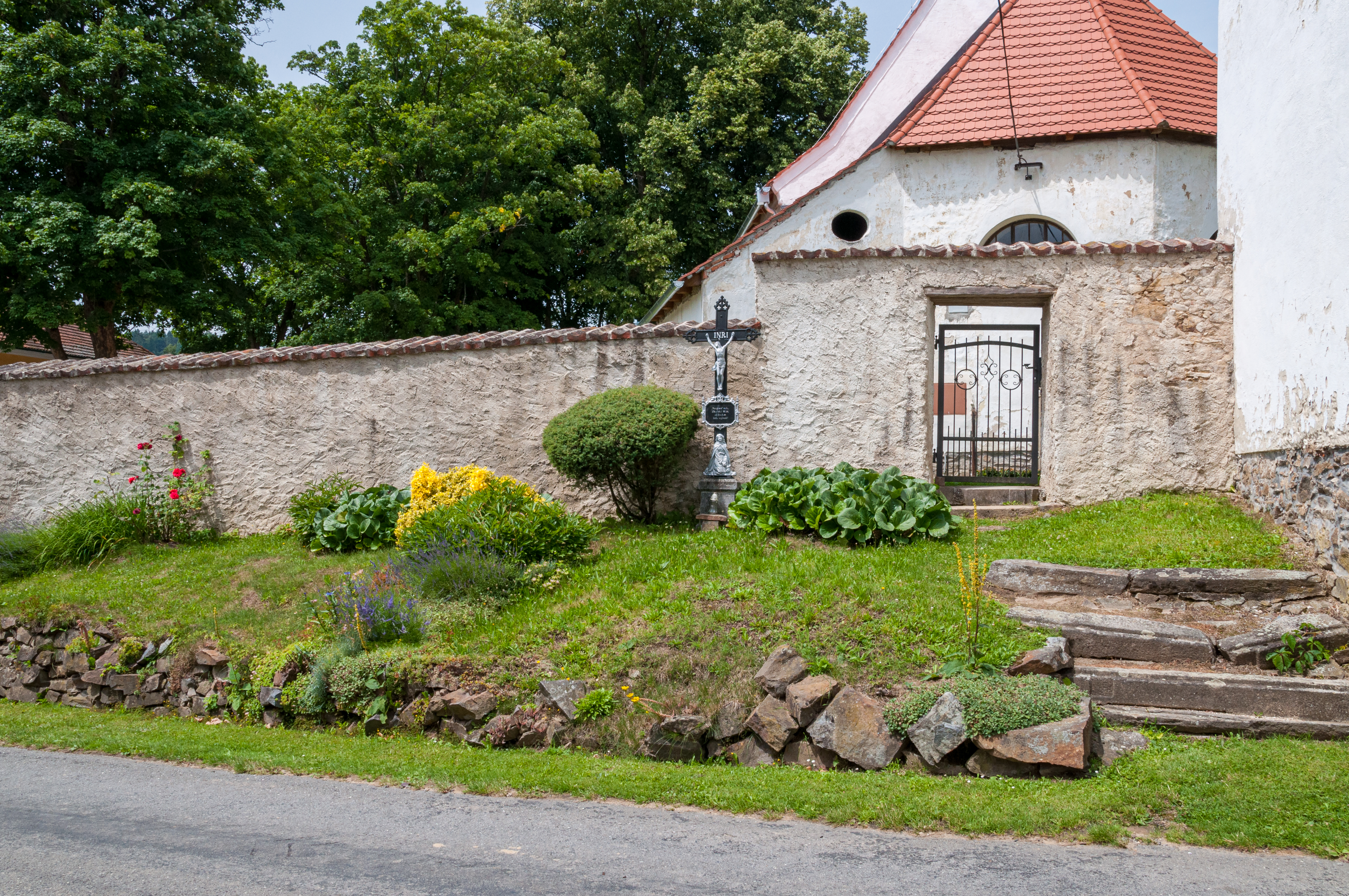
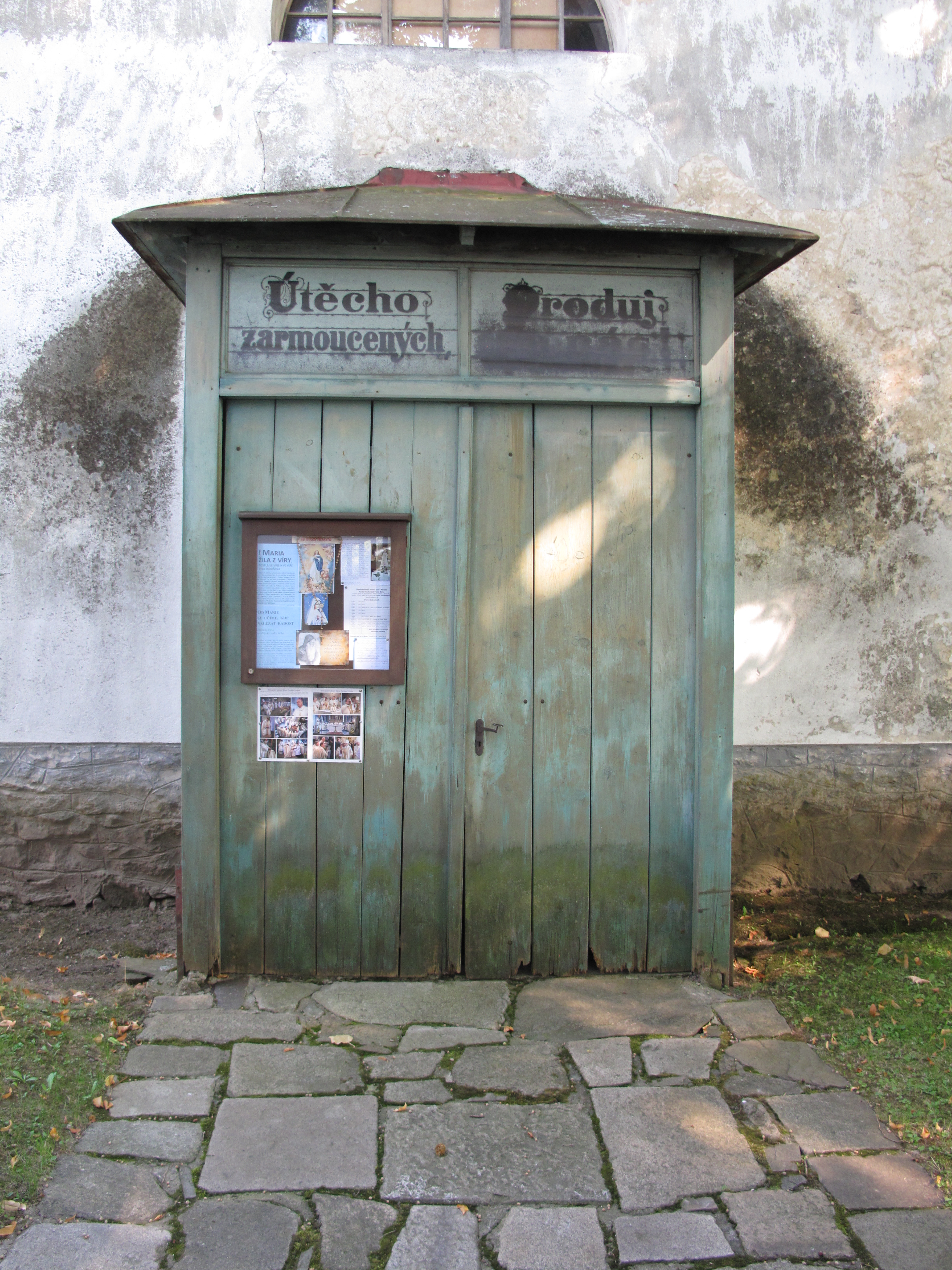
Dveře kostela
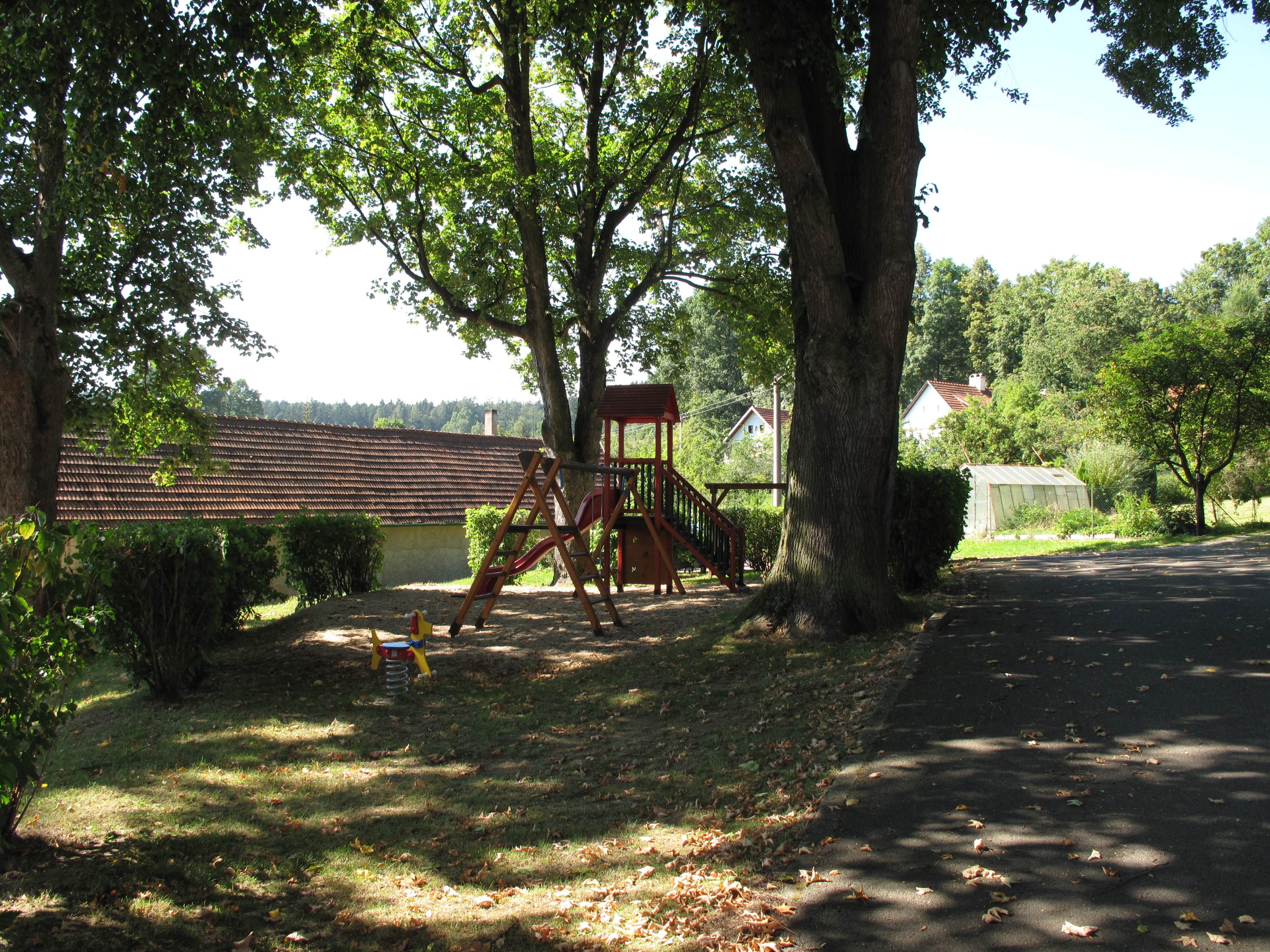
Dětské hřiště
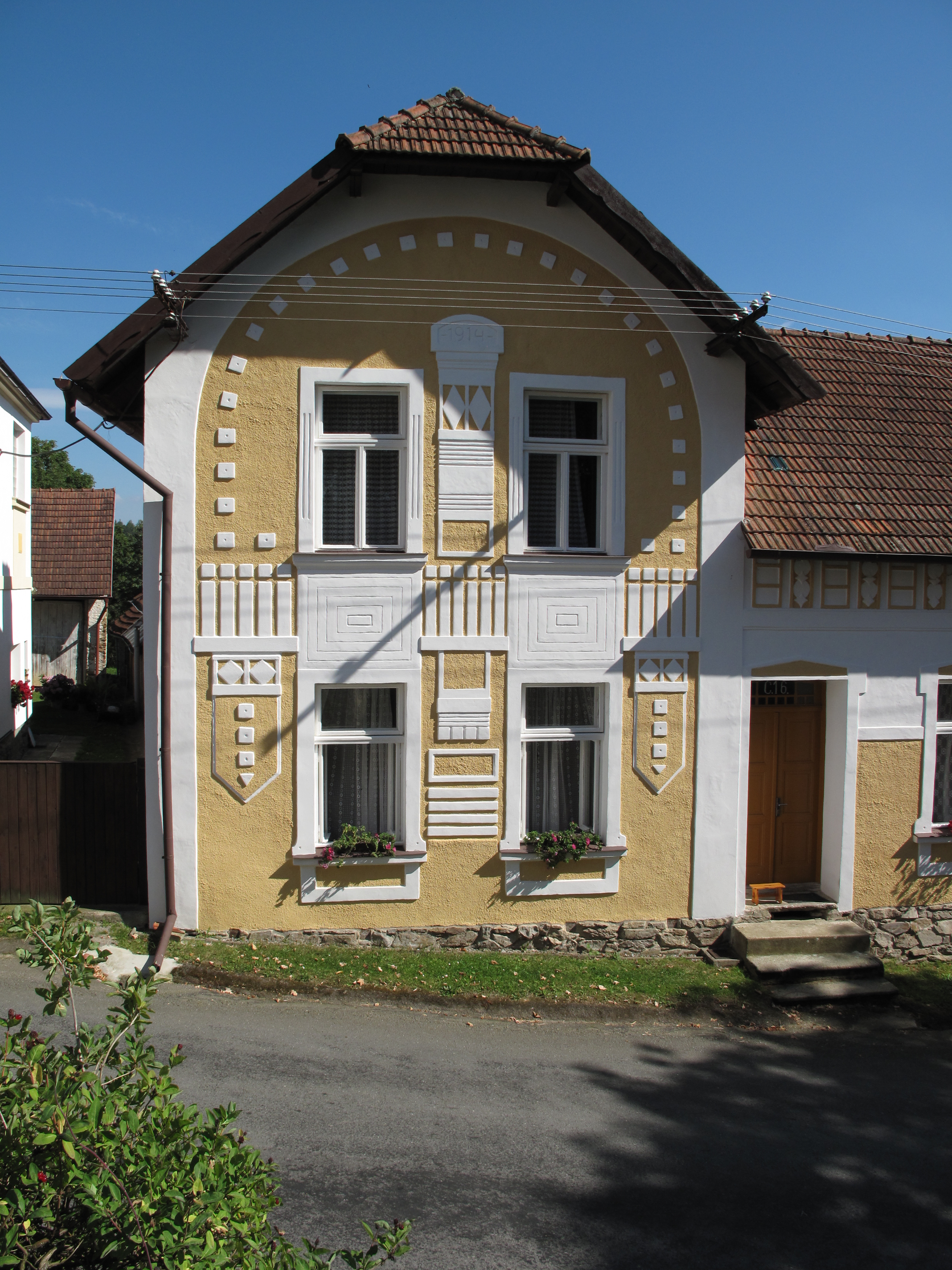
Fasáda domu